# Alladian (peuple)
Pour les articles homonymes, voir Alladian.
Les Alladian sont une population d'Afrique de l'Ouest surtout présente dans le Sud de la Côte d'Ivoire dans la région de Jacqueville et de Petit-Bassam. Ils font partie du groupe des Akans, et singulièrement du sous-groupe des Akan lagunaires, et parlent une langue kwa, l'alladian, dont le nombre de locuteurs était estimé à 23 000 en 1993.  Ils pratiquent l'animisme et le christianisme.  

## Histoire
Les Alladian, autrefois probablement appelé les Esiep sont venus du Ghana au début du XVe siècle. Ils ont migré de la région de Kumasi, plus précisément du village de Nantré, à la suite d'affrontements meurtriers. Au XVIe siècle, ils étaient déjà en rapport avec les Européens, notamment les Portugais, les Hollandais, les Anglais, et les Français.   
En 1890, la représentation du pays alladian est confiée au chef coutumier de Jacqueville, Adjé Bonny, désigné actuellement par les anciens sous le titre de « roi Bonny ».   
Ils se révoltent en 1889 contre l'occupation française mais celle-ci est vite réprimée par Marcel Treich-Laplène.   

## Mouvement migratoire
Les Alladians, après l'étape de Nantré, se sont retrouvés dans la région de l'Appolonie en pays Eotilé. puis en continuant vers l'ouest, ce peuple aurait fondé le village d'Agrouvry dans l'actuel pays Mgbato, plus précisément sur l’emplacement de l’actuel Akoré. 
Par la suite, de Agrouvry, les alladians, en longeant la lagune, ont établi une base dans l'actuel village de Layo dans la région de Songon M'brate. A travers un mouvement dans axe quasi perpendiculaire au littoral marin, les Alladians suivent la lagune et se retrouvent dans le village d'Abreby

## Ethnonymie
Le nom de ce groupe ethnique dérive de l'expression « Bodo Maa Aladja kê » qui signifie « Quelle est ce langage bizarre de Bodo ? ». Les Alladian sont connus sous d'autres appellations par les peuples environnants : Amodyou par les Adioukrou, Nandjaman par les Agoua et Nandja par les Abidji.
Selon les sources et le contexte, on observe plusieurs variantes : Aladian, Aladians, Aladyan, Alagian, Alagia, Alagya, Alladian, Alladyan, Aragya, Jack-Jack, Nladja-wron, Nlandianbo.

## Personnalités
- Henriette Dagri Diabaté
- Philippe Grégoire Yacé